# カーストルーム
「カーストルーム」は、ZAQの14枚目のシングル。2017年8月9日にランティスから発売された。本楽曲はテレビアニメ『ようこそ実力至上主義の教室へ』のオープニングテーマに起用された。前作「Last Proof」から約6か月半ぶりのリリースとなる、2017年2作目のシングルである。

## 制作・エピソード

### カーストルーム
主題歌を担当する『ようこそ実力至上主義の教室へ』のシナリオを読んだZAQはインテリ感のアニメになる予感がしたことから、大人っぽくオシャレな感じにするために王道のアニソンを避け、アシッドジャズを基盤にちょっと大人ぶった感じのサウンドにしたという。楽曲の製作過程においてはイントロは早い段階で出来上がり、Aメロからサビの部分にかけては明るめにするか闇を抱えた感じにするかを熟考した結果、最終的に前者が採用されている。また、冒頭の「キラリ」の部分とそれ以降では曲の雰囲気が異なっているが、これは冒頭のオシャレな感じから次第にキャッチーになるようにZAQが意図的に仕組んだものである。イントロについてはローズピアノと歌の中にZAQ曰く「難しいリズム」をはめ込む構成になっているが、これは「このアニメは面白そう」だというフックになりたかったというZAQ自身の考えによるものである。
ZAQは以前から自身の音楽とは何かについて悩んでおり、そんな中で「カーストルーム」では様々な音楽を混ぜるという形を取った。そして、曲が仕上がった時にこの曲の音楽ジャンルはなんだろうと考えた際、「これってジャンルとしては何なんだろう？」と悩むこと自体が自身の音楽だと気付いたという。

### メクラマス
ZAQはギターやベース、ドラムで成り立つバンド・サウンドにプログレッシブ・ロックのような要素を組み込めば面白いものが出来ると考えながら、制作したという。

## 批評
CDジャーナルは、本楽曲について「車窓の景色が変わっていくように、楽曲がさまざまに変化するさまが面白い」と評している。

## 収録内容
- 全曲、作詞・作曲：ZAQ[8]

1. カーストルーム [4:25][1]
  - 編曲：ZAQ[8]
  - テレビアニメ『ようこそ実力至上主義の教室へ』オープニングテーマ[3]
2. メクラマス [3:50][1]
  - 編曲：山本陽介[6]
3. カーストルーム (Off Vocal) [8]